# Towarzystwo Gimnastyczne „Sokół” w Będzinie

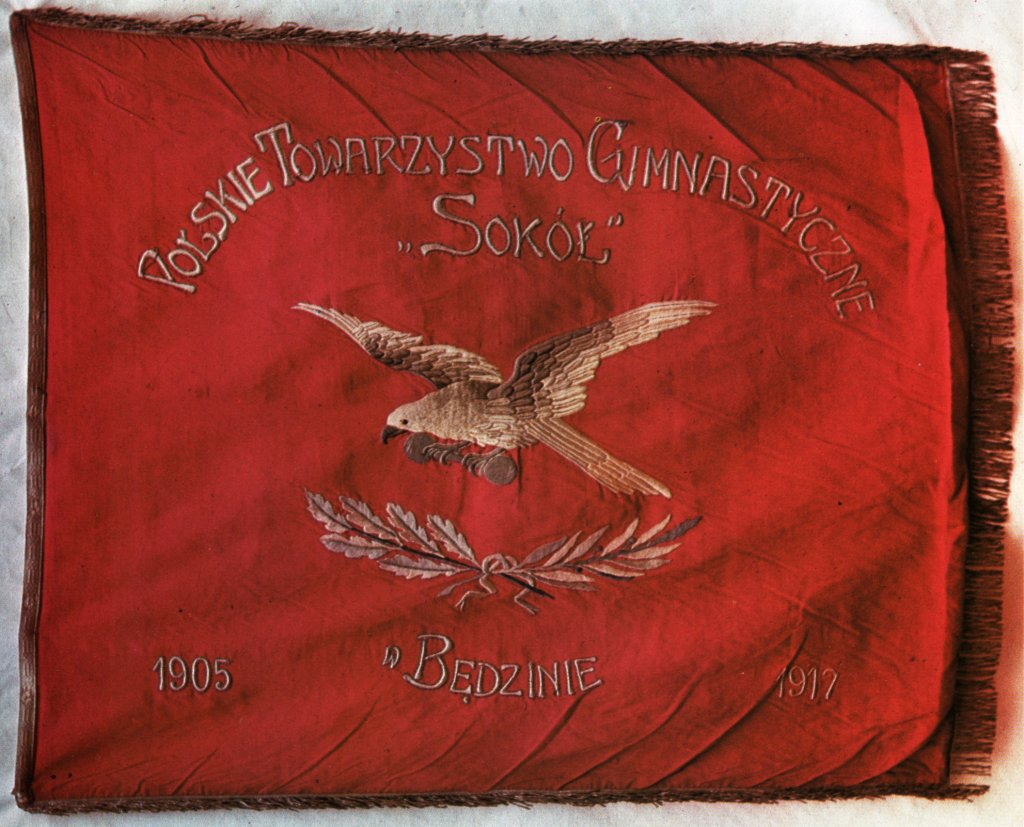
Polskie Towarzystwo Gimnastyczne „Sokół” w Będzinie

Towarzystwo Gimnastyczne „Sokół” w Będzinie – powstało w 1905 roku, jako jedno z pierwszych w zaborze rosyjskim gniazd Polskiego Towarzystwa Gimnastycznego „Sokół”.

## Historia
Organizacja założona została w 1905 roku w Będzinie w Zagłębiu Dąbrowskim i była w latach 1905–1907 na tym terenie jednym z 15 powstałych gniazd sokolich. Siedzibą polskiego ruchu gimnastycznego w całym Królestwie Polskim był Sosnowiec. Sokół będziński miał swój plac do ćwiczeń przy ul. Sączewskiego na wprost obecnej siedziby Starostwa powiatowego. Początkowo członkowie skupieni w organizacji odcinali się od ruchu wojskowo-niepodległościowego, skupiając się głównie na sporcie i pracy oświatowej wśród młodzieży. Organizacje sokolskie w zaborze rosyjskim początkowo działały nielegalnie i starały się o legalizację tej działalności.
Rosyjskie władze zaborcze były jednak niechętne polskim organizacjom społecznym. W ramach represji, które nastąpiły po stłumieniu przez carskie władze rewolucji 1905 roku, działalności Sokoła w Królestwie Polskim całkowicie zakazano w 1906 roku specjalnym zarządzeniem władz rosyjskich sygnowanym przez gubernatora Gieorgija Skałona. „Sokół” przeszedł do konspiracji i w utajnionej formie przetrwał w Zagłębiu do wybuchu I wojny światowej. Po wybuchu wojny jego struktury organizacyjne zostały ujawnione, a członkowie masowo zasilili szeregi nowo powstających oddziałów Wojska Polskiego. Organizacja zakończyła swoje funkcjonowanie na terenie Będzina w 1939 roku w związku z wybuchem II wojny światowej.
W czasie okupacji Polski wszyscy członkowie organizacji byli prześladowani przez III Rzeszę. Po jej zakończeniu próby reaktywacji zakończyły się niepowodzeniem w wyniku zakazu legalnej działalności przez PZPR. Zadecydowały o tym m.in. niepodległościowy charakter oraz przeważające wśród członków organizacji sympatie endeckie. Jego członkowie byli prześladowani przez komunistyczne władze Polskiej Rzeczypospolitej Ludowej.